# Tante Saarbrug
De Tante Saarbrug (brug 31) is een vaste boogbrug in Amsterdam-Centrum.

## Geschiedenis en ligging
Deze brug, is gelegen in de Herengracht en overspant de Reguliersgracht. De brug, die hier al eeuwen ligt, kent een relatief hoog stijgings/dalingspercentage. De landhoofden zijn van baksteen, de boog van natuursteen. De brug is toegankelijk voor alle soorten verkeer. Aan de kant van de Herengracht is links van de brug een steen in de kademuur geplaatst met daarop "Anno 1734". De brug is wel in 1980 verstevigd met een nieuwe overspanning van gewapend beton, maar ze hield haar klassieke uiterlijk.
De brug kreeg haar naam pas in 2016, toen de gemeente Amsterdam de bevolking opriep om tenaamstellingen in te dienen voor anonieme bruggen (bruggen zonder tenaamstelling). Tante Saar staat daarbij voor Sara Bachrach /Sara Bacharach/Sara Bacherach (1887-1982), die jarenlang een bloemenstal had op het Rembrandtplein, met een opslag aan het Thorbeckeplein. In 1947 werd haar vijfendertigjarige bedrijfsvoering uitbundig gevierd, alhoewel ze een groot deel van leven in armoede doorbracht. Bovendien bracht ze als Joodse een deel van de Tweede Wereldoorlog door in diverse concentratiekampen en verloor daar een aantal kinderen en kleinkinderen. Ze werd ereburger van Amsterdam. Ze werd begraven op de Joodse begraafplaats te Muiderberg.
De naambordjes werden op 20 november 2019 onthuld in het bijzijn van enkele familieleden.

## Afbeeldingen

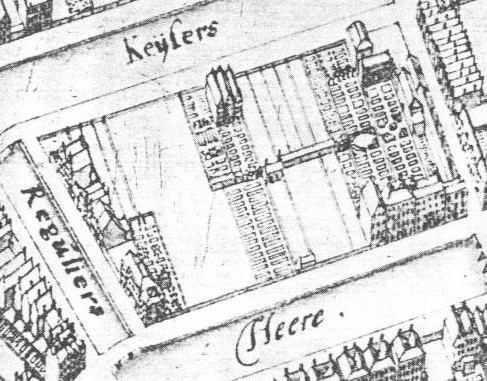
Detail kaart 1680 door_Jacobus_Bosch met linksonder brug 31
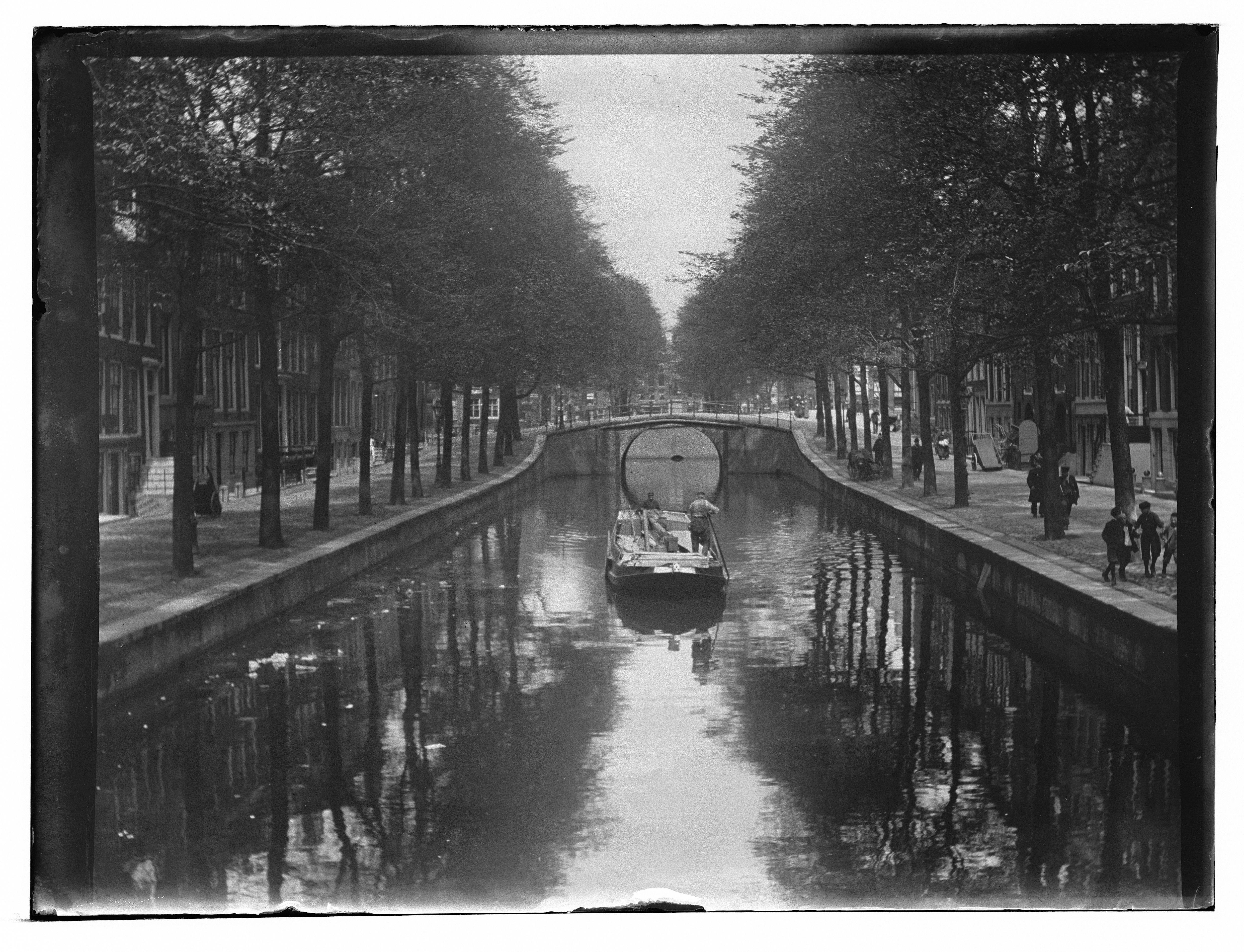
Brug 31 door Jacob Olie, circa 1902
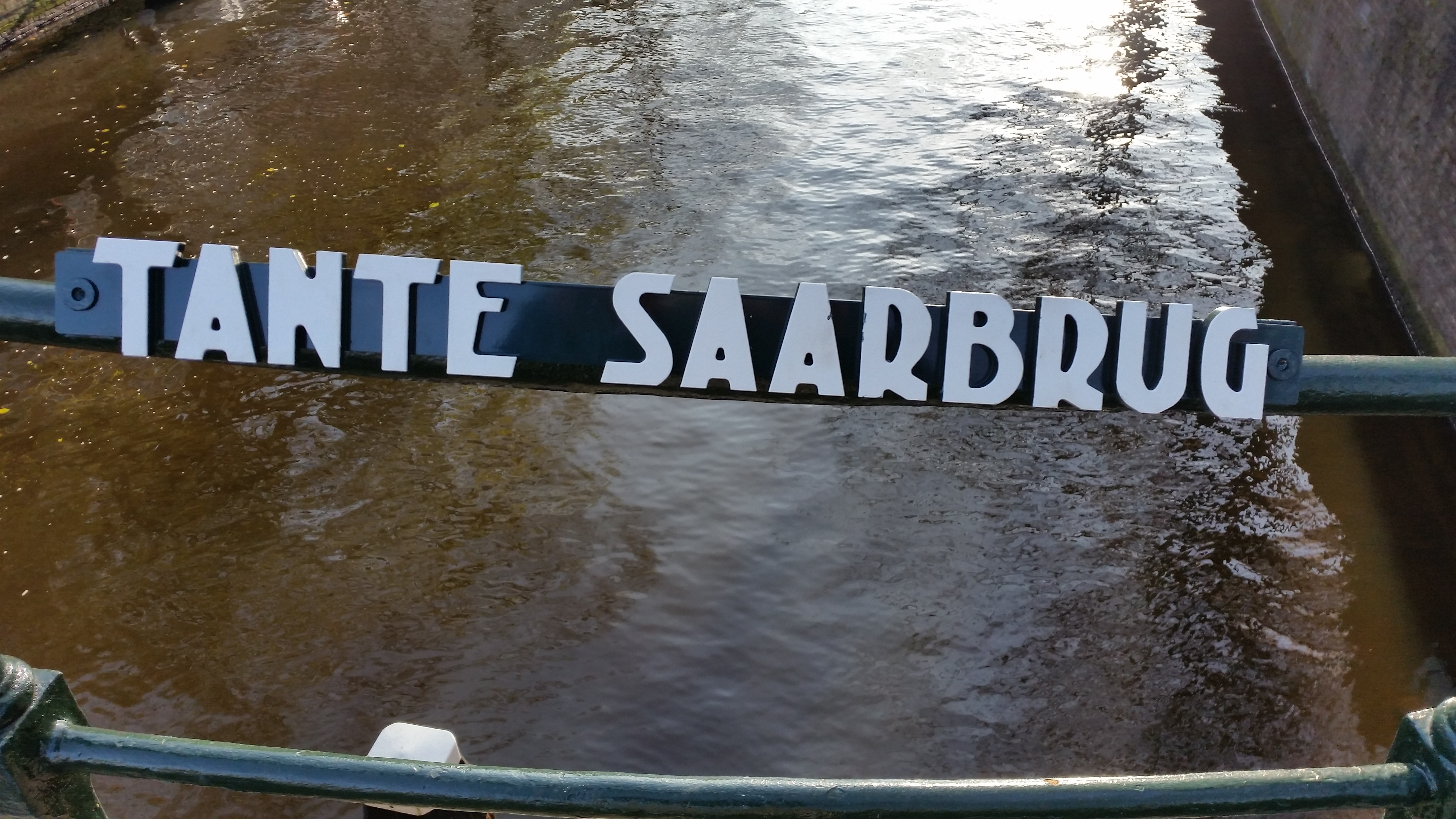
Naamplaat (november 2019)
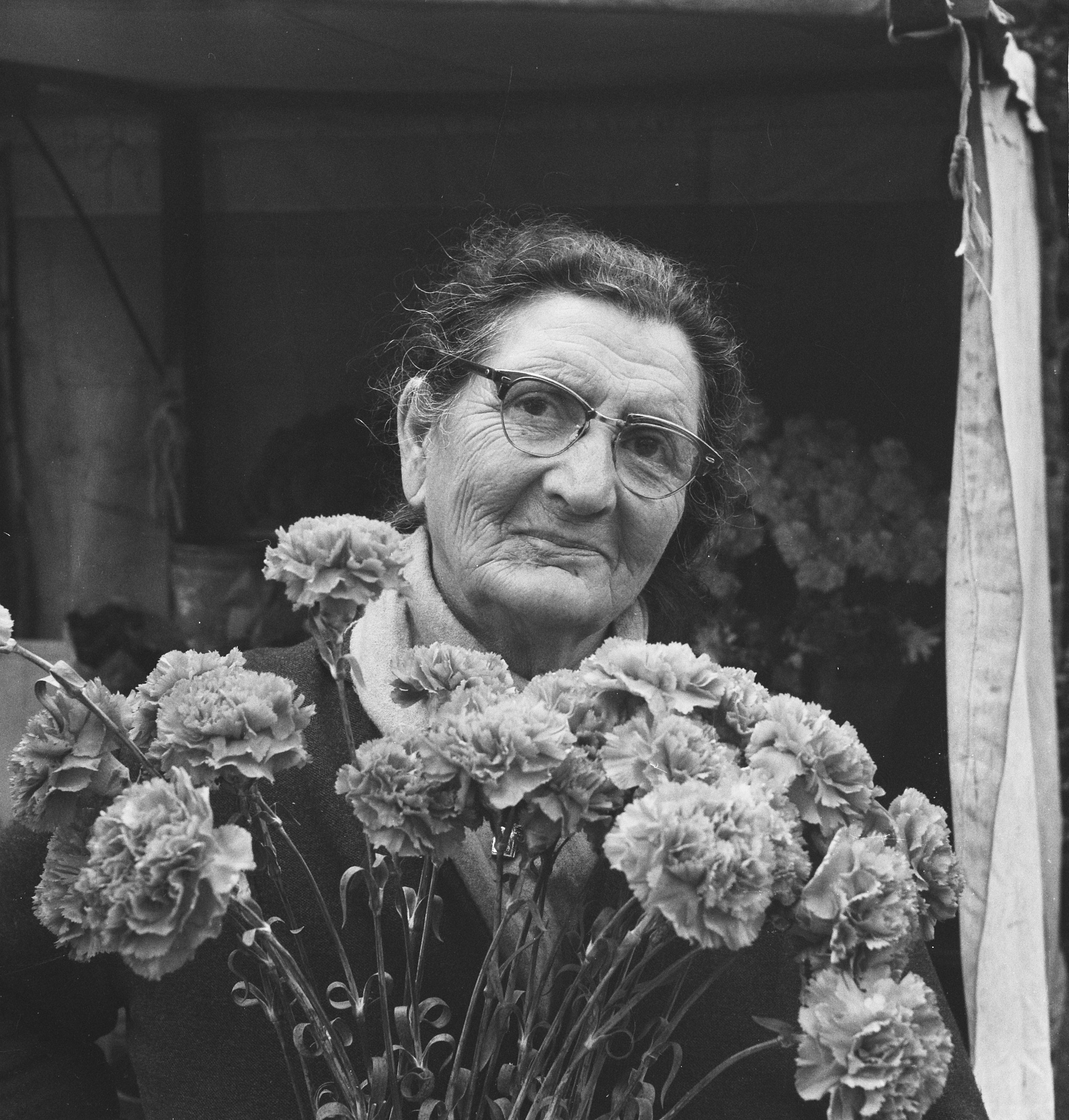
Tante Saar (juli 1962)

1 · 2 · 3 · 4 · 5 · 6 · 7 · 8 · 9 · 10 · 11 · 12 · 13 · 14 · 15 · 16 · 17 · 18 · 19 · 20 · 21 · 22 · 23 · 24 · 25 · 26 · 27 · 28 · 29 · 30 · 31 · 32 · 34 · 35 · 36 · 37 · 38 · 39 · 40 · 41 · 42 · 43 · 44 · 45 · 46 · 47 · 48 · 49 · 50 · 51 · 52 · 53 · 54 · 55 · 56 · 57 · 58 · 59 · 60 · 61 · 62 · 63 · 64 · 65 · 66 · 67 · 68 · 69 · 70 · 71 · 72 · 73 · 74 · 75 · 76 · 77 · 78 · 79 · 80 · 81 · 82 · 84 · 85 · 86 · 87 · 88 · 89 · 90 · 91 · 92 · 93 · 94 · 95 · 96 · 97 · 98 · 99 · >>>
Brugnummers 33 en 83 zijn niet (meer) vergeven